# 11th Hour – 5 vor 12
11th Hour – 5 vor 12 (Originaltitel: The 11th Hour) ist ein US-amerikanischer Dokumentarfilm von und mit Leonardo DiCaprio aus dem Jahr 2007 über den weltweiten Klimawandel.

## Handlung
Der Film beleuchtet die Ursachen und Folgen des globalen Klimawandels in Form von Interviews mit mehr als 50 Wissenschaftlern. Leonardo DiCaprio fungiert dabei als prominenter Moderator und Erzähler des Films.

### Interviews
Folgende Personen werden interviewt:
- Kenny Ausubel
- Thom Hartmann
- Wangari Maathai
- Sandra Postel
- Paul Stamets
- David W. Orr
- Stephen Hawking
- Oren Lyons
- Andrew C. Revkin
- Sylvia Earle
- Paul Hawken
- Janine Benyus
- Stuart Pimm
- Paolo Soleri
- David Suzuki
- James Hillman
- James Parks Morton
- Nathan Gardels
- Wes Jackson
- Joseph Tainter
- Richard Heinberg
- James Woolsey
- Vijay Vaitheeswaran
- Brock Dolman
- Stephen Schneider
- Bill McKibben
- Peter de Menocal
- Sheila Watt-Cloutier
- Ray Anderson
- Tim Carmichael
- Omar Freilla
- Wallace J. Nichols
- Diane Wilson
- Andrew Weil
- Theo Colborn
- Jeremy B. C. Jackson
- Tzeporah Berman
- Gloria Flora
- Michail Gorbatschow
- Thomas Linzey
- Michel Gelobter
- Lester R. Brown
- Herman Daly
- Betsy Taylor
- Wade Davis
- Jerry Mander
- William McDonough
- Bruce Mau
- John Todd
- Rick Fedrizzi
- Greg Watson
- Leo Gerard
- Mathew Petersen
- Peter Warshall
- Andy Lipkis

## Produktion
An der Realisierung von 11th Hour – 5 vor 12 waren die Filmproduktionsgesellschaften Appian Way Productions, Greenhour und Tree Media Group beteiligt.
Der Film wurde erstmals am 19. Mai 2007 auf den Internationalen Filmfestspielen von Cannes dem Publikum präsentiert. Der US-amerikanische Kinostart erfolgte am 17. August 2007, und in den deutschen Kinos war er ab dem 15. November 2007 zu sehen.

## Rezeption
Auf der Website Rotten Tomatoes erreichte der Film bei 67 Prozent der Rezensenten eine positive Bewertung.
Das Lexikon des internationalen Films urteilte, dass der Film komplex und atemlos sei und eine riesige Informationsfülle biete, es aber der Website zum Film bedürfe, um nachrecherchieren zu können.